# عملیات پرش بلند
عملیات پرش بلند (آلمانی: Unternehmen Weitsprung) نقشه‌ای بود که گفته می‌شود آلمان برای ترور همزمان ژوزف استالین، وینستون چرچیل، و فرانکلین روزولت در کنفرانس ۱۹۴۳ تهران در جریان جنگ جهانی دوم داشت.
قرار بود رهبری عملیات برای ترور رهبران متفقین در دست سرهنگ دوم اس‌اس، اتو اسکورتسنی از وافن اس‌اس باشد. ولی جاسوسان اتحاد شوروی به رهبری گئورگ وارطانیان، نقشه را پیش از اجرای آن کشف کردند و مأموریت هیچ گاه به انجام نرسید.

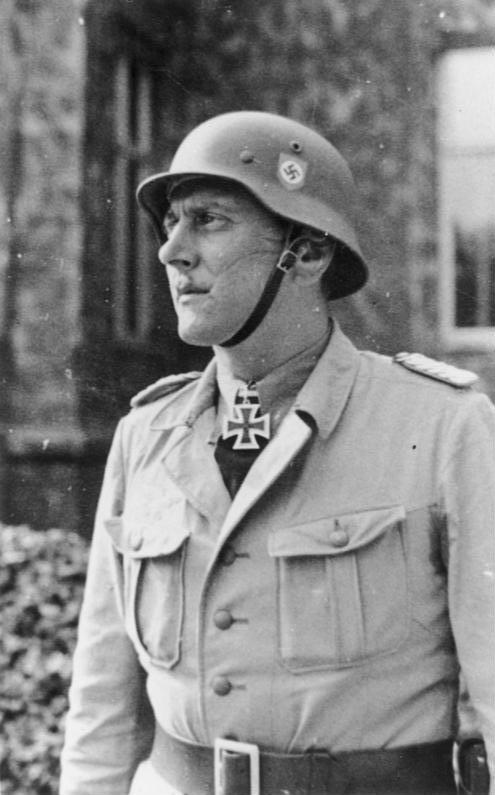
اسکورتسینی در ۱۹۴۳

رسانه‌های روسی امروزه به ترویج این نقشه ترور در فیلم ها و داستان ها می‌پردازند. به هر حال تاریخ نگاران بسیاری معتقدند که نقشه هرگز وجود نداشته و در واقع بخشی از کارزار ضد اطلاعاتی اِن‌کاوِه‌ِدِه و سپس کاگ‌ب بوده است.